# Gyn-Aktiv
Gyn-Aktiv (Eigenschreibweise GYN-AKTIV) ist ein österreichisches Fachmagazin zur Gynäkologie und Geburtshilfe. Sie richtet sich an Gynäkologen in Klinik und niedergelassener Praxis, Allgemeinmediziner, Apotheker und Pflegedienstleister.

## Inhalt
Das redaktionelle Konzept umfasst Beiträge zu aktuellen Themen der Frauenheilkunde mit jeweils einem Schwerpunktthema in den einzelnen Ausgaben sowie Berichterstattung zu nationalen und internationalen gynäkologischen Fachkongressen.
Kooperationen gibt es mit der Österreichischen Gesellschaft für Gynäkologie und Geburtshilfe (OEGGG) sowie der Arbeitsgemeinschaft für Gynäkologische Onkologie (AGO) der OEGGG.
Die erste Ausgabe von Gyn-Aktiv erschien 1997. Sepp Leodolter betreut die Publikation seit der Gründungsausgabe bis dato als Herausgeber und Verfasser der Editorials und war bis 2013 Chefredakteur. Aktueller Chefredakteur ist Peter Lex.
Die Erscheinungsfrequenz betrug zunächst 4 Ausgaben pro Jahr, dann in den Jahren 2002/2003 5 Ausgaben, ab 2004 erschienen 6 Ausgaben, seit 2022 wieder 5 Ausgaben jährlich.